# 英仙座OB1
英仙座OB1是在北天球英仙座的一個OB星協。它以雙星團（NGC 869和NGC 884）為中心，名稱來源於銀河系的英仙臂。星協成員中最明亮的恆星是藍超巨星大陵一（英仙座9）。